# Стронг, Дейл
Дейл Уитни Стронг (англ. Dale Whitney Strong; род. 8 мая 1970, Монровия, Алабама) — американский политический деятель, член Палаты представителей США от Алабамы с 3 января 2023 года.

## Биография
Родился 8 мая 1970 года в Монровии, штат Алабама, США. В 1988 году окончил среднюю школу в Харвесте.
Стронг получил степень бакалавра наук в Университете Атенса, а затем получил специальность техника скорой помощи в Университете Алабамы в Хантсвилле. До начала своей политической карьеры Стронг работал в компаниях Regions Financial Corporation и Solvay.

## Карьера
В 1996 году Стронг был впервые избран в комиссию округа Мадисон, где проработал более 27 лет сначала как её член, а затем — как председатель.
В марте 2021 года Стронг объявил о выдвижении своей кандидатуры от Республиканской партии в 5-м избирательном округе Алабамы на внеочередных выборах 2022 года, который были назначены из-за того, что конгрессмен Мо Брукс ушёл в отставку для выдвижения своей кандидатуры в Сенат США. Стронг был первым кандидатом, объявившим о выдвижении своей кандидатуры от своего округа. В своей предвыборной речи он заявил, что хочет «продолжить борьбу, которую начал Дональд Трамп». Его главным соперником на партийном праймериз был бывший помощник министра обороны Кейси Уордински. В первом туре голосования Стронг опередил всех кандидатов по количеству голосов, но не преодолел необходимого для победы порога в 50%. Во втором туре Стронг одержал победу, собрав около 63% голосов. Кандидатура Стронга была поддержана бывшим президентом Дональдом Трампом перед всеобщими выборами. На итоговом голосовании Стронг победил кандидата от Демократической партии Кэти Уорнер-Стэнтон, набрав 67% голосов.
В качестве конгрессмена Стронг поддержал Кевина Маккарти на выборах спикера Палаты представителей США в 2023 году. В январе 2025 года Стронг стал соавтором законопроекта республиканца Эрика Берлисона о признании личности с момента зачатия.

## Личная жизнь
Стронг женат на Лоре Стронг с 1999 года, у пары есть двое детей. Также Стронг является баптистом.
В феврале 2019 года в СМИ был освещён случай, когда Стронг, имеющий лицензию фельдшера, спас мужчину, попавшего в автомобильную аварию на автомагистрали №65, вытащив его из перевернувшегося автомобиля и осуществив сердечно-лёгочную реанимацию.